# Lawrence Naesen
Lawrence Naesen (Oostende, 28 augustus 1992) is een Belgisch wielrenner. Zijn broer Oliver is ook wielrenner.

## Carrière
Lawrence begon zijn wielercarrière op 20-jarige leeftijd, wat laat is voor wielrenners. In 2014 won hij de eerste rit in de Ronde van Luik waar hij enkele dagen de leiderstrui en de puntentrui kon dragen. In 2016 werd hij tweede in het eindklassement van de Belgische topcompetitie.
In 2017 werd hij prof bij WB Veranclassic Aqua Protect. In juni van dat jaar werd hij, achter Wout van Aert en Mathieu van der Poel, derde in de Elfstedenronde. In 2018 deed hij een stap hogerop naar Lotto Soudal. Vanaf 2020 rijdt hij samen met zijn broer Oliver Naesen bij AG2R La Mondiale.

## Palmares

### Belangrijkste overwinningen
2019
GP Remo-Frit

## Resultaten in voornaamste wedstrijden
| Jaar | Ronde van Italië | Ronde van Frankrijk | Ronde van Spanje |
| ---- | ---------------- | ------------------- | ---------------- |
| 2017 |                  |                     |                  |
| 2018 |                  |                     |                  |
| 2019 |                  |                     |                  |
| 2020 |                  |                     |                  |
| 2021 | 119e             |                     |                  |
| 2022 | 124e             |                     |                  |
| 2023 |                  |                     |                  |

| Jaar | Milaan-San Remo | Gent-Wevelgem | Ronde van Vlaanderen | Parijs-Roubaix | Waalse Pijl | Parijs-Tours |
| ---- | --------------- | ------------- | -------------------- | -------------- | ----------- | ------------ |
| 2017 |                 |               |                      |                |             | 135e         |
| 2018 |                 |               |                      |                |             |              |
| 2019 |                 | opgave        | opgave               | opgave         |             | opgave       |
| 2020 | 79e             | 34e           | 35e                  |                |             |              |
| 2021 |                 |               | opgave               | 75e            | 113e        | 43e          |
| 2022 |                 |               |                      |                |             |              |
| 2023 | 83e             | 34e           | opgave               |                | opgave      |              |

## Ploegen
- 2015 –  Cibel
- 2016 –  Cibel-Cebon
- 2017 –  WB Veranclassic Aqua Protect
- 2018 –  Lotto Soudal
- 2019 –  Lotto Soudal
- 2020 –  AG2R La Mondiale
- 2021 –  AG2R-Citroën
- 2022 –  AG2R-Citroën
- 2023 –  AG2R-Citroën
- 2024 –  Team Law (gravel)

De Winter · Delfosse · Dernies · Deruette · Duquennoy · Habeaux · Ista · Jans · Jules · Kirsch · Masson · Naesen · Pardini · Peyskens · Robeet · Spengler · Stassen · Vantomme · Warnier · Mortier (stagiair) · Taminiaux (stagiair)
Armée · Bak · Benoot · Campenaerts     · De Buyst · De Gendt · Debusschere · Frison · Greipel · Hansen · Hofland · Keukeleire · Lambrecht · Maes · Marczyński · Mertz · Monfort · Naesen · Shaw · Sieberg · Van der Sande · Vanendert · Wallays · Wellens · Wouters
Armée · Benoot · Blythe · Campenaerts   · De Buyst · De Gendt · Dewulf · Ewan · Frison · Hagen · Hansen · Iversen · Keukeleire · Kluge · Lambrecht · Maes · Marczyński · Mertz · Monfort · Naesen · Thijssen · Van der Sande · van Goethem · Van Moer · Vanendert · Vanhoucke · Wallays · Wellens · Wouters
Bardet · Bidard · Bouchard · Champoussin (vanaf 1 april) · Cherel · Chevrier · Cosnefroy · Dillier · Domont · Duval · Frank · Gallopin · Gastauer · Geniez · Godon · Gougeard · Hänninen · Jauregui · Latour · L. Naesen · O. Naesen · Paret-Peintre · Peters · Tanfield · Vandenbergh · Vendrame · Venturini · Vuillermoz · Warbasse · Jullien (stagiair) · Reugel (stagiair) · Verger (stagiair)
Bidard · Bouchard · Calmejane · Champoussin · Cherel · Cosnefroy · Dewulf · Duval · Franktot en met 20 juni · Gallopin · Gastauer · Godon · Gougeard · Hänninen ·  Jullien · Jungels · L. Naesen · O. Naesen · O'Connor · Paret-Peintre · Peters · Prodhomme · Sarreau · Schär · Touzé · Van Avermaet · Van Hoecke · Vendrame · Venturini · Warbasse · Delphis (stagiair) · Lapeira (stagiair) · Retailleau (stagiair)
Berthet · Bouchard · Calmejane · Champoussin · Cherel · Cosnefroy · Dewulf · Gall · Godon · Hänninen ·  Jullien · Jungels · Lapeira · L. Naesen · O. Naesen · O'Connor · A. Paret-Peintre · V. Paret-Peintre · Peters · Prodhomme · Raugel · Retailleau (vanaf 1/8) · Sarreau · Schär · Touzé · Van Avermaet · Van Hoecke · Vendrame · Venturini · Warbasse · Delphis (stagiair) · Gautherat (stagiair) · Tronchon (stagiair)
Baudin · Berthet · Bonnamour · Bouchard · Cherel · Cosnefroy · Dewulf · Gall · Gautherat · Godon · Hänninen · Labrosse (Vanaf 1/8) ·  Lapeira · L. Naesen · O. Naesen · O'Connor · A. Paret-Peintre · V. Paret-Peintre · Peters · Prodhomme · Raugel · Retailleau · Sarreau · Schär · Touzé · Tronchon · Van Avermaet · Vendrame · Venturini · Warbasse · Chaussinand (stagiair) · Veistroffer (stagiair) · Verschuren (stagiair)